# Trophée d'Auvergne
Le Trophée d'Auvergne (Sport) est une course automobile pour voitures de sport parfois disputée en endurance, sur le circuit de Charade (ou « Circuit automobile de montagne d'Auvergne », de 8,055 kilomètres et particulièrement sinueux) entre 1958 (dès son inauguration, la course prenant pour appellation Les Trois Heures Internationales d’Auvergne) et 1974, au mois de juin (1958 à 1963) puis de juillet (entre 1966 et 1974). 
En 1961 la compétition devient Les 6 Heures de Charade (format 3+2+1) ; elle est intégrée de fait au Championnat du monde des voitures de sport en 1962 (devenant ainsi la deuxième course française après les 24 Heures du Mans, dix ans après la création du championnat) et 1963, puis au Championnat d'Europe des voitures de sport en 1973 et 1974 (ainsi qu'au Championnat d'Espagne -Campeonato de España de Conductores de Velocidad en Circuito con Vehiculos de Gran Turismo Sport- en cette dernière année).
Les Trophées d'Auvergne voient également se disputer concomitamment des courses annuelles de Formule 2 dès 1958 (vainqueur Maurice Trintignant sur Cooper T43 - -Climax FPF du R R C Walker Racing Team). Ils sont organisés par l'Association sportive de l'Automobile Club d'Auvergne.

## Palmarès
| Année        | Équipe                        | Vainqueur(s)                      | Voiture                                   | Durée/Tours/Distance                        | Championnat     |
| ------------ | ----------------------------- | --------------------------------- | ----------------------------------------- | ------------------------------------------- | --------------- |
| 1958         | Privée                        | Innes Ireland                     | Lotus MK XI - Climax L4 1.1L.             | 3 heures (329 km au vainqueur)              | -               |
| 1959         | Privée                        | Peter Ashdown                     | Lola Mk.1 - Climax FWA 1.1L.              | 3 heures                                    | -               |
| 1960         | Team A. Veuillet              | Jo Bonnier                        | Porsche 718 RSK                           | 3 heures                                    | -               |
| 1961         | Écurie Francorchamps          | Willy Mairesse                    | Ferrari 250 GT SWB                        | 3+2+1 heures                                | -               |
| 1962         | Scuderia SSS Rep. di Venezia  | Carlo Maria Abate Nino Vaccarella | Ferrari 250 GTO                           | 6 Heures                                    | WSC             |
| 1963         | Scuderia Carlo Maria Abate    | Lorenzo Bandini                   | Ferrari 250 TRI/61 3L.                    | 6 Heures                                    | WSC             |
| 1964 et 1965 | Épreuve annulée               | Épreuve annulée                   | Épreuve annulée                           | Épreuve annulée                             | Épreuve annulée |
| 1966         | Privée                        | David Piper                       | Ferrari 365 P2/3                          | 15 tours (121 km, 56 min 11 s au vainqueur) | -               |
| 1967         | Privée                        | Paul Hawkins                      | Ford GT40 V8 4.7L.                        | 15 tours                                    | -               |
| 1968 à 1970  | Épreuve annulée               | Épreuve annulée                   | Épreuve annulée                           | Épreuve annulée                             | Épreuve annulée |
| 1971         | Karl von Wendt Racing         | Helmut Marko                      | Lola T212 - Ford                          | 38 tours (306 km, 2 h 4 min au vainqueur)   | CFC             |
| 1972         | Épreuve annulée               | Épreuve annulée                   | Épreuve annulée                           | Épreuve annulée                             | Épreuve annulée |
| 1973         | Barclays International Racing | Guy Edwards                       | Lola T292 - Ford Cosworth BDG/Vega L4 2L. |                                             | ESC             |
| 1974         | Team Archambeaud              | Gérard Larrousse                  | Alpine A441 - Renault V6 2L.              | 32 tours (258 km)                           | ESC             |

(N.B. 1959 deuxième Jean Behra sur Porsche 718 RSK ; 1960 deuxième Jean Guichet sur Ferrari 250 GT SWB privée ; 1961 deuxièmes Maurice Trintignant et Carlo Abate sur Ferrari 250 GT SWB de la Scuderia Serenissima ; 1971 deuxième Jo Bonnier sur Lola T212 - Ford de la Scuderia Georges Filipinetti. En 1964 et 1965 ont lieu uniquement des épreuves de Formule 2 pour les trophées, vainqueurs Denny Hulme sur Brabham BT10 - Cosworth, puis l'américain Tommy Hitchcock sur Brabham BT16 - Cosworth ; de même en 1969 -victoire d'Alain Serpaggi sur Alpine-, et 1972 - victoire du britannique Roger Williamson sur GRD 372 - Ford/Holbay-. En 1972 encore, Helmut Marko est gravement blessé sur le circuit de Charade, cette fois en Formule 1.)